# Hans-Wolff von Ponickau
Hans-Wolff von Ponickau (* 11. September 1899 in Frankfurt am Main; † 11. Juli 1958 in Münster) war ein deutscher Maler und Graphiker.

## Leben
Hans-Wolff von Ponickau entstammte dem alten sächsisch-meißnischen Adelsgeschlecht der von Ponickau. Er studierte an der Rheinischen Friedrich-Wilhelms-Universität Bonn Landwirtschaft. 1922 wurde er Mitglied des Corps Rhenania Bonn. 1923 schloss er das Studium als Diplom-Landwirt ab. Anschließend studierte er als Schüler von Josef Eberz an der Akademie der Bildenden Künste München und von 1925 bis 1929 als Schüler von Johann Vincenz Cissarz, Hans Leistikow und Franz Karl an der Städelschule Frankfurt Malerei. 1943 wurde ein Blatt von ihm auf der Großen Deutschen Kunstausstellung ausgestellt.
Als Maler und Graphiker war von Ponickau in Göttingen, Frankfurt am Main, Tecklenburg und zuletzt Münster tätig. Er gehörte der Freien Künstlergemeinschaft Schanze an. Er illustrierte zahlreiche Kinderbücher, entwarf Künstlerpostkarten und Exlibris und betätigte sich als Landschaftsmaler.

## Werk
- Illustrationen zu Der wundersame Spiegel – Ein Märchen für die Jugend von Lotte Huwe, 1930
- Farbige Bebilderung zu Hinkelbeinchen und Wurzelkleinchen – Ein Märchen für die Jugend von Lotte Huwe, 1934
- Zeichnungen zu: Tolle Streiche von Friedrich Kipp, 1935
- Bilder zu: Im Wichtelwald zur Weihnachtszeit von Lotte Huwe, 1935
- Federzeichnungen zu Was die Kasperlepuppen erlebten. Eine wundersame Märchengeschichte von Lotte Huwe, 1. Auflage 1937, 2. Auflage 1948
- Bilder zu: Vom Siebenpunkt Hupferchen und seinem Freunde Tupferchen von Hildegard von Diepenbroick-Grüter, 1937
- Steckt Lichtlein an, 1937
- Im grünen Wald, 1937
- Bilder zu: Husch, husch im Wichtelbusch von Lotte Huwe, 1938
- Im Wichtelwald ist's heuer kalt, 1938
- Zeichnungen in: Wenn es Frühling wird – Geschichte einer ersten Minne von Gustav G. Engelkes, 1939
- Zeichnungen in: Unter heißer Sonne von Friedrich Kipp, 1939
- Illustrationen zu: Die Wolframssöhne – Ein Jugendbuch von Friedrich Kipp, 1946
- Bilder von Aquarellen zu: Wichtel im Schnee – Ein Bilderbuch für unsere Kleinen von Hertha Fritzsche, 1948
- Die lustigen Wichtelmännchen – Ein Bilderbuch für unsere Kleinen, 1949, mit Versen von Lotte Huwe
- Was Wichtelmann nicht alles kann, 1949, mit Versen von Lotte Huwe
- Heissa – juchhei, Wichtel herbei!, 1949
- Strichzeichnungen zu Herrad von Mengirsberchen von Lotte Huwe, 1949
- Illustrationen zu Das Geheimnis – Eine Erzählung von Elly Ziese, 1949
- Fröhliche Leute, 1950 (Bilderbuch)
- Ferne Welten Bilder von 1950 - 1958, 1986 (Bildband)
- Aquarell Uferlandschaft mit Bäumen
- Aquarell Klatschmohn am Wegesrand